# 瞿友寧
瞿 友寧（チュウ・ヨウニン、1970年1月8日 - ）は、台湾の映画監督、テレビドラマ演出家、世新大学電影科(映画科)卒業。あだ名は｢ウィニー/Winnie(ディズニーキャラクター、くまのプーさん)｣。Arthur Chu（アーサー・チュー）という別名もある。

## 来歴
台中に生まれる。エドワード・ヤンの『牯嶺街少年殺人事件』、ツァイ・ミンリャンの『洞 hole』に参加した後、『台湾の暇人』を監督。ゆうばり国際ファンタスティック映画祭にも出品された。
日本の少女漫画をテレビドラマ化した『薔薇之恋〜薔薇のために』『イタズラなKiss〜惡作劇之吻』などを演出。日本でも話題になり、来日した。

## 監督・演出作品

### 映画
- 1995年 ：（原題：街頭石子、Stone on the Corner）
- 1997年 ：『台湾の暇人』（原題：仮面超人、Falling Up Waking Down）
- 2002年 ：（原題：殺人計画、My Whispering Plan）
- 2005年 ：（原題：英勇戦士俏姑娘）
- 2013年：『おばあちゃんの秘密』（原題：親愛的奶奶）
- 2018年：（原題：花甲大人轉男孩、Back to the Good Times）

### テレビドラマ
- 2003年 ：『薔薇之恋〜薔薇のために』（原題：薔薇之戀）
- 2005年 ：『イタズラなKiss〜惡作劇之吻』（原題：惡作劇之吻）
- 2007年 ：『美味関係〜おいしい関係〜』（原題：美味關係〜Sweet Relation〜）
- 2007年：『イタズラなKissII〜惡作劇2吻』（原題：惡作劇2吻）
- 2008年：『僕だけのプリンセス』（原題：王子看見二公主）　※台湾版全16集のうち1-6集および7集の一部を監督
- 2009年：『桃花タイフーン!!』（原題：桃花小妹）
- 2011年：『イタズラな恋愛白書』（原題：我可能不會愛你）
- 2014年：『わたしのスイート・スター』（原題：你照亮我星球）
- 2014年：『彼女たちの恋愛時代』（原題：小時代之摺紙時代）
- 2015年：（原題：哇!陳怡君）
- 2017年：（原題：植劇場─花甲男孩轉大人）
- 2017年：『恋愛動物』（原題：動物系戀人）